# یواس‌اس بوستون (۱۷۷۷)
یواس‌اس بوستون (۱۷۷۷) (به انگلیسی: USS Boston (1777)) یک کشتی بود که طول آن ۱۱۴ فوت ۳ اینچ (۳۴٫۸۲ متر) بود. این کشتی در سال ۱۷۷۶ ساخته شد.